# اقتصاد جزر البهاما
جزر البهاما دولة نامية مستقرة ذات اقتصاد يعتمد بشكل كبير على السياحة ومصرف أوفشور. وكان النمو المطرد في إيرادات السياحة والطفرة في بناء الفنادق الجديدة، والمنتجعات والمساكن أدى إلى نمو الناتج المحلي الإجمالي الصلب لسنوات عديدة، ولكن التباطؤ في اقتصاد الولايات المتحدة وهجمات 11 سبتمبر 2001 عرقل النمو في هذه القطاعات في الأعوام من 2001-2003.